# Trei, Doamne, și toți trei
„Trei, Doamne, și toți trei” este o poezie scrisă de George Coșbuc, publicată în 1904 în volumul Cîntece de vitejie.